# Arara do Amazonas
Karútana (Carutana, Carútana, Arara do Amazonas), skupina plemena Arawakan Indijanaca nastanjenih sjeverno od Amazone u brazilskoj državi Amazonas. Predstavljaju ih plemenske skupine koja govore carutana jezikom, to su: Adáru-Mnanei (Adáru-minanei), Arara-tapúya, Dzawi-Mnanei (Dzawí-minanei), Mapache (Mapátse-dákenei), Urubú-tapúya, Wádzoli-dákenei, Yawareté-tapuya (Yawareté-tapúya), Yurupari-tapúya. Populacija : 300 (2000).

## Vanjsske poveznice
- Carútana